# 観音寺 (鈴鹿市高塚町)
観音寺（かんのんじ）は、三重県鈴鹿市高塚町にある、真言宗御室派の仏教寺院。

## 概要
山号は高神山（こうじんやま）。本尊の十一面観世音菩薩は秘仏。
当寺の裏山で起きた侠客同士の私闘・荒神山の喧嘩は講談などで有名になり、荒神山観音寺の呼び名の方が良く知られる。

## 歴史
当山は、弘仁3年（812年）弘法大師が、日本武尊の神霊を仏像として祀り、神事山（こうじやま）と称したのが始まりと伝えられる。
その後寛治元年（1087年）、大和国の律師・法陵が、神事山の観音大士のお告げにより、当地の檜の大樹の下に、十一面観音像を見出し、堂宇を建立し安置したのが創建とされる。
創建時は、紅葉山高宮寺と呼ばれ、加佐登神社周辺にあったとされる慈悲山寺（廃寺）の末寺であったという。
中世に衰退するが、寛永10年（1633年）、伊勢神宮参拝の途上で失明した奥州出羽の行者・荒沢順海が、当寺に祈願したところ開眼全癒したことからここに留まり、異母姉である春日局（徳川家光の乳母）の支援を得て再興した。春日局は上洛した際に参拝し、鐘楼の梵鐘と仏像5体を寄進している。
慈悲山寺が衰えたため、元禄4年（1691年）には高野山の末寺となり、高野山の一字をうけて高神山へ改称。
寛保3年（1793年）には僧・宥信が現本堂を建立、安永4年（1775年）には僧・光瑞により奥の院が建立され黒観音と三宝荒神が安置された。
慶応2年（1866年）、当寺裏山で起こった神戸長吉と安濃徳との縄張り争いは「血煙荒神山」として講談や浪曲などで取り上げられ、浪曲師・広沢虎造は喧嘩で憤死した吉良の仁吉の碑を建立している。

## 年中行事
- 2月：節分の日、星供養。
- 4月7 - 8日：春季会式、勝運厄除、護摩修行。
- 8月15日：盆供養。
- 毎月1日、7日、21日：勝運祈願。

## 所在地
- 三重県鈴鹿市高塚町1777

## 交通アクセス
- 近鉄鈴鹿線 平田町駅より北西へ約5.5km。
- 国道1号 加佐登交差点より北西へ約3km。
- 東名阪自動車道 鈴鹿インターチェンジより南東へ約5.5km。

## 周辺情報
- 鈴鹿フラワーパーク
- 白鳥塚古墳
- 加佐登神社